# Verband Ausbildung Konstrukteure Bern
Der Verband Ausbildung Konstrukteure Bern (VAKB) ist ein im Jahre 1973 gegründeter Verein im Sinne des ZGB, Art. 60ff., mit Rechtssitz in Bern, Schweiz.
Dem Verband sind 90 Mitgliederfirmen und 5 Berufsfachschulen angeschlossen, welche insgesamt rund 350 Lehrlinge im Beruf Konstrukteur EFZ ausbilden.

## Zweck
- Unterstützung der Lehrbetriebe in der Ausbildung der Konstrukteur-Lehrlinge
- Zusammenarbeit mit anderen Institutionen und Organisationen wie dem BBT, dem Mittelschul- und Berufsbildungsamt, den Berufsfachschulen und Swissmem, um für Industrie und Gewerbe qualifizierte Nachwuchskräfte sicherzustellen

## Verbandsaktivitäten
- Durchführen der überbetrieblichen Kurse an den Standorten Thun, Bern und Langenthal
- Durchführen einer Zwischenprüfung im 2. Lehrjahr (als Standortbestimmung und Vorbereitung auf die Teilprüfung)
- Durchführen einer jährlichen Lehrmeistertagung
- Durchführen einer jährlichen Lehrabschlussfeier
- Teilnahme an der Berner Ausbildungsmesse BAM
- Durchführen von Fachkursen für Berufsbildner